# Casa di specchi
Casa di specchi è un singolo del cantante italiano Matteo Romano, pubblicato il 9 aprile 2021.

## Tracce
Testi e musiche di Matteo Romano.
1. Casa di specchi – 3:24